# Новосибирский электровозоремонтный завод
ООО Новосибирский электровозоремонтный завод — ведущее предприятие Западной Сибири по ремонту электровозов. Специализируется на среднем ремонте грузовых электровозов постоянного тока серии 2ЭС6, 2ЭС10, капитальном ремонте пассажирских электровозов переменного тока ЧС-4т. С 2017 года НЭРЗ входит в состав холдинга «Синара – Транспортные Машины». 
Завод находится в Первомайском районе, улица Электровозная, 2. Завод основан в 1942, как паровозоремонтные мастерские, в 1944 переименован в паровозоремонтный завод, нынешнее название носит с 1965 года. В период с 1969 по 1973 завод реконструирован, построен ряд новых цехов.
Завод ранее ремонтировал электровозы ЧС2, ЧС4Т, ЧС7, ЭП2К, ВЛ60, ЭП1, ВЛ10, ВЛ11. На сегодняшний день[когда?] завод выполняет ремонт ЧС4Т, 2ЭС6, 2ЭС10.

## История
Бурный рост промышленности в период тридцатых годов в Новосибирской, Томской, Кемеровской областях и Алтайском крае вызвал увеличение перевозок грузов на Томской железной дороге. В связи с этим в Наркомате путей сообщения приняли решение о строительстве новых железнодорожных узлов, станций, реконструкции отдельных станций и разъездов. Для увеличения перевозок потребовались локомотивы и вагоны, а для их ремонта необходима была и ремонтная база.
На станции Барнаул Томской железной дороги для ремонта вагонов был ремонтный завод, а для ремонта паровозов на Томской железной дороге ремонтных мастерских не было. Эта ситуация и ускорила решение вопроса о строительстве паровозоремонтных мастерских (завода) на Томской ЖД. Необходимо отметить, что в те годы Томская железная дорога была самой большой в НКПС по протяжённости и грузообороту.                              
Место для строительства было выбрано на 1-м разъезде (в настоящее время - станция Сибирская). Территория, отведённая под строительство мастерских (завода), около 20 га, представляла собой с южной стороны небольшой посёлок, состоящий из двух бараков, оставшихся еще со времен строительства Транссибирской магистрали, и десятка частных домиков с небольшими приусадебными постройками. С западной стороны располагался участок артели по изготовлению канатов для шахт и лесосплавов. Тут же выжигался древесный уголь.
Недалеко от этого участка находилось кладбище. С восточной и северо-западной сторон вся территория была изрыта глубокими траншеями, земля которых была использована для насыпи железнодорожного полотна во время строительства магистрали Новосибирск — Барнаул. Никаких подъездных путей не было, все работы по строительству начались с мест, которые были пригодны для этих целей.
При выборе профиля мастерских (завода) было определено: ремонт паровозов, изготовление запасных частей для паровозов и вагонов. Всё это хозяйство было намечено расположить в трёх помещениях, то есть в помещении кузнечного цеха производить литьё и поковки; паровозы ремонтировать в ныне литейном цехе, а механический цех расположить в третьем помещении, где теперь находится строительный участок. Но война изменила все эти планы, и ремонтные мастерские были перепроектированы под паровозоремонтный завод.
В годы войны завод строился и одновременно выпускал продукцию для железнодорожного транспорта, ремонтировал паровозы. С мобилизацией мужчин на фронт строительство замедлилось, и только с прибытием в 1942 году рабочих с эвакуированными заводами, а также с мобилизацией на трудовой фронт рабочих из Узбекистана, Казахстана и других республик, вновь оживилось.
Наш завод был новостроящимся предприятием, он обосновался не с эвакуированных заводов, а строился в запланированном порядке НКПС. Прибывавшие эвакуированные заводы работали в плановом порядке в существующих в то время мастерских.

## Начало строительства и образование паровозоремонтного завода
Строительство осуществлялось разными строительными организациями: с июля 1941 года по сентябрь
1943 года на объекте работал Сибирский строительно-монтажный трест НКПС; с сентября 1943 года по июнь 1945 года — стройуправление № 1 Спецпромстроя НКПС; с июня 1945 года по 31 декабря 1945 года — Сибирский строительно-монтажный трест «Сибстройпуть»; с января 1946 года и до окончания строительства работы производились строительно-монтажным трестом «Запсибтрансстрой» («Томсктрансстрой»), а все монтажные работы по оборудованию производились силами монтажного цеха завода (мастерских). Строительство завода выполнялось по проекту, разработанному проектной конторой «Трансзаводпроект».
Усиленными темпами строились цеха: литейный, кузнечный, механический (ныне помещение строительного цеха), помещение для заводоуправления (ныне проходная и пожарное депо). Строились деревянные помещения для столовой строителям и отдельное помещение, тоже деревянное, для эксплуатационников. Кроме того, для мобилизованных рабочих строились бараки для жилья (это в районе плавательного бассейна). Всё это нужно было сделать срочно, принять эвакуированных людей, разместить их, разгрузить прибывшие по эвакуации оборудование, материалы, а вагоны отправить для перевозки срочных грузов для нужд фронта.
В 1942 году стали прибывать эвакуированные с Донецкой, Львовской, Юго-Восточной. Прибыла и главная сила — эвакуированный Мичуринский паровозоремонтный завод, причём с квалифицированными рабочими, с опытными командирами производства, которые привезли с собой оборудование, материалы, инструмент и т. д.
Начальником мастерских был назначен бывший начальник Мичуринского завода Гаврилов П. И., главным инженером — Фроленков А. С. Были назначены и руководители цехов и отделов: начальником ППО — оманов А. И., главным механиком-энергетиком — Кузьмин Н. И., начальником снабжения — Дедик К. И., и. о. главного бухгалтера — Муратов Б. А., начальником ОКСа — Цыплаков И. Н., начальником механического цеха — Гутман М. И., начальником литейного цеха — Остроухое М. В., начальником кузнечного цеха — Лопатин В. А., начальником энергоцеха — Хребтов И. Т., начальником транспортного цеха — Сынков С. И.
Были избраны общественные организации, первыми руководителями которых были: Ананьев Михаил Иванович, Дмитриев Дмитрий Васильевич, Конюхов Петр Иванович.
В этом же году с Мичуринского завода прибыл спеццех по выпуску боеприпасов. Это был огромный коллектив, численностью более двух тысяч человек. Но в связи с тем, что наш литейный цех не был еще готов, а ждать было невозможно, так как боеприпасы фронту нужны были срочно, то указанием Министерства, а также областных партийных и советских организаций спеццех был размещён в помещении депо Новосибирск-Южный (Алтайка), где он успешно проработал с 1942 по 1945 г., за что неоднократно поощрялся и был на хорошем счету.
Несмотря на то, что корпуса не были готовы, все эвакуированные рабочие, а также рабочие, принятые на работу в паровозоремонтные мастерские, приступили к восстановлению и установке оборудования, изготовлению и монтажу вагранок, печей для плавки бронзы, молота, пресса, кузнечного цеха. Они установили металлообрабатывающие станки в механическом цехе, на временных площадях изготовили предметы домашнего обихода для эвакуированных, для столовой и т. д. Особенно большую помощь оказывали общественные организации города и района. Они разместили всех эвакуированных, оказали им первую помощь, организовали для рабочих магазин, помогли строительными материалами и решали многие другие жизненно важные вопросы.
Это первый механический цех 1942—1943 гг., в котором было отремонтировано всё необходимое оборудование для пуска кузнечного, литейного и паросилового цехов. В этом же цехе изготавливались предметы домашнего обихода для эвакуированных рабочих и столовых. После реконструкции этот цех стал строительным участком.
Наши мастерские с 1942 года назывались по железнодорожному индексу ПРМ (паровозоремонтные мастерские), а с переводом их в разряд заводов стали называться ПРЗ. Вообще, завод начал выпускать товарную продукцию в 1942—1943 гг., но приказ о вводе предприятия в эксплуатацию Наркоматом не издавался (была война), и только 1 января 1944 года вышел в свет приказ НКПС от 17.04.44 № 259/цз о вводе в эксплуатацию первой очереди строительства Новосибирского паровозоремонтного завода. Вот с этой даты и начинается летосчисление нашего завода, то есть с 1 января 1944 года.
Многие производственные коллективы в борьбе за выживание в трудные военные годы налаживали прочные связи с селом. Показателен в этом отношении опыт паровозоремонтников. Люди, прибывшие на завод по эвакуации, не имели в запасе никаких продуктов и обеспечивались только по карточкам. Рабочие получали в день по 800 граммов хлеба, по 400 — крупы и макаронных изделий и несколько граммов мясных продуктов и жиров. ИТР, дети, неработающие жены получали ещё меньше. Столовая работала по наличию продуктов, но и тех зачастую не было. Жизнь порой становилась невозможной, люди пухли от голода, и следовало принимать решительные меры по обеспечению работающих продовольствием.
Руководство и общественные организации паровозоремонтного завода приняли решение срочно организовать сельское подсобное хозяйство. В 1943 году исполком областного Совета депутатов выделил для завода в Коченёвском районе 500 гектаров земли, помог быстро построить пять четырехквартирных бараков, два коровника, свинарник, птичник (для кур и гусей), несколько складских помещений, небольшую кузницу с мастерской. Тягловой силой в хозяйстве поначалу были только лошади. Чуть позже приобрели два колёсных трактора, автомашину, тракторные плуги, часть техники и инвентаря брали в аренду у машинно-тракторной станции.
Посевная площадь составляла 450 га, около 100 га занимали индивидуальные огороды. Сено для скота косили на колхозных лугах, пахали на лошадях, а сеяли, обрабатывали и собирали урожай вручную.
Осенью 1943 года завод ощутил результаты от подсобного хозяйства. На работающего приходилось по 50-70 килограммов картофеля, на иждивенца — 40. Уродились овощи, просо, гречиха. Немного улучшилось питание в столовой, овощные и мясные блюда были без карточек.

## Послевоенное время
В последующие годы подсобное хозяйство завода развивалось: росло поголовье скота, птицы, расширялись посевные площади. Питание в столовой стало нормальным, большинство блюд продавали без нормирования. К концу войны в магазинах и на рынке появились продукты. В 1947 году была отменена карточная система, и необходимость в подсобном хозяйстве отпала. Распоряжением областных органов отдела рабочего снабжения подсобные хозяйства были ликвидированы и переданы в ведение сельхозотделов.
Выполняя распоряжение, завод отказался от подсобного хозяйства, но связь с селом коллектив не прерывал. С 1951 года заводской коллектив шефствует над колхозами и совхозами Новосибирского, Маслянинского, Тогучинского, Усть-Таркского районов. Там строились теплицы, свинарники, коровники, силосные башни, котельные, водопровод с колонками, механизировались зернофабрики, животноводческие помещения, монтировалось отопление в клубах, мастерских, школах, общежитиях, больницах, благоустраивалась территория (в Дубровинском совхозе построено более тридцати двухквартирных домов), введены в строй зерносушильный корпус, кормоцех, школа, клуб, проложены теплотрассы. Словом, всем своим подшефным колхозам и совхозам коллектив оказывал помощь материалами, инструментом, оборудованием.
17 апреля 1944 года специальный приказ НКПС ознаменовал официальный запуск Новосибирского паровозоремонтного завода в постоянную эксплуатацию. Он изготовлял опоры для восстановления мостов, детали для ремонта и восстановления вагонов и путевого хозяйства. Через пять лет, в 1949 году завод отремонтировал свой первый паровоз – товарный (грузовой) «ФД» №20-298. Производственные мощности завода росли быстро: в период 1950-х – 1960-х годов НЭРЗ выпустил уже 1250 паровозов.
В 1956 году на XX съезде КПСС паровозная тяга была признана бесперспективной. Железные дороги следовало быстро перевести на два новых типа тяги — дизельную (тепловозы) и электрическую (электровозы). Паровозы были сняты с производства, а связанные с этим родом тяги заводы постепенно получили новое направление. Так, на другом краю страны Людиновский завод получил перспективу как тепловозостроительный. А на Новосибирском паровозоремонтном заводе тем временем продолжалась работа над имеющимся парком. В 1965 г из заводских ворот вышел последний локомотив серии Л № 3942. Всего заводчане провели сервисное обслуживание у 2253 паровозов данной модели. 
В октябре 1964 года был освоен ремонт нового локомотива – электровоза серии ВЛ-23. 30 марта 1965 года завод, подтвердив новый профиль деятельности, получил свое современное название.
В ноябре 1965 года вышел из ремонта первый электровоз ВЛ-8 № 091. С этого момента на площадке НЭРЗ проводится ремонт электровозов, тяговых двигателей, вспомогательных машин, изготавливаются вагонные тормозные колодки, закладные детали для стрелочных переводов. Вслед за развитием производства локомотивов, завод приступил к ремонту более мощных электровозов ВЛ-10 и ВЛ-60.
Сложное время требовало от предприятия универсальности, быстрой перестройки на новые виды работ. Так, в 1993 году был впервые отремонтирован необычный тяговый агрегат ОПЭ-1, состоящий из двух секций, электровозной и тепловозной, - такие применяются для работы на угольных разрезах. Во второй половине 1994 года принимается решение о перепрофилировании предприятия на ремонт пассажирских локомотивов серии ЧС.
С октября 2003 года НЭРЗ некоторое время входил в состав компании «Российские железные дороги». А с 1 июля 2009 года завод стал филиалом сервисной железнодорожной компании «Желдорреммаш». Основной вид деятельности этого периода – ремонт электровозов серий ВЛ-10, ЧС-2, ЧС-4т, ЧС-8, ЭП-1. В этот период завод выпускал в среднем 16 секций в месяц.

## Наши дни
Новый виток развития предприятия стартовал 1 июля 2017 года, когда Новосибирский электровозоремонтный завод, вошел в состав холдинга «Синара – Транспортные Машины». Главным курсом предприятия стало стремление к развитию, ключевой задачей — ремонт электровозов новых серий «Синара» и «Гранит», выпускающихся на заводе «Уральские локомотивы».
На сегодняшний день генеральным директором НЭРЗ является Максим Николаевич Цыганец. Под его руководством изменилась стратегия управления заводом, были перераспределены обязанности между подразделениями. С 2018 года НЭРЗ существенно нарастил производственный объем. Для выполнения поставленных задач составлена и реализуется инвестиционная программа как в части приобретения и модернизации оборудования, так и в части расширения производственных площадей и внедрения новых технологий.
В 2019-2020 годах реализован масштабный проект по повышению эффективности производства «НЭРЗ-30». Благодаря внедрению спецпрограммы, завод повысил производительность на 30 %, объем выпуска увеличился до 30 секций 2ЭС6 в месяц. Кроме того, комплексные изменения позволили существенно сократить время ремонта электровозов, повысить пропускную способность производства и обеспечить высокое качество продукции. Специалисты завода при участии консультантов Федерального центра компетенций за шесть месяцев выстроили модель идеального производственного потока, что позволило повысить пропускную способность участка на 50%, снизить уровень незавершенного производства на 12% в месяц и увеличить производительность на 31%.
В 2021 году НЭРЗ получил кредит «Фонда развития промышленности» на сумму 299,4 млн рублей для реализации проекта по освоению среднего ремонта электровозов 2ЭС10 «Гранит», а уже в 2022 году приступил к их ремонту. В 2023 году НЭРЗ первым в Новосибирской области завершил трехгодичную программу нацпроекта «Производительность труда». В 2024 году НЭРЗ первым в России освоил средний ремонт электровозов серии 2ЭС10.

Сейчас производственная мощность завода составляет 360 секций в год, больше пяти лет предприятие работает с полной загрузкой. Однако с увеличением выпуска современных локомотивов спрос на услуги завода – ремонт электровозов «Синара» и «Гранит» – возрос вдвое. На данный момент холдинг рассматривает возможности по расширению производственных мощностей НЭРЗ.  